# Diekman Stadion
Diekman Stadion – dawny stadion wielofunkcyjny, położony w mieście Enschede, Holandia. Najczęściej używany był jako stadion piłkarski. Od 1965 do 1998 roku swoje mecze rozgrywała na nim drużyna FC Twente. Jego pojemność wynosiła 26 500 miejsc. 
W 1998 roku klub Twente przeniósł się na nowy obiekt, Arke Stadion (obecnie: Grolsch Veste).